# Cochlespira elongata
Cochlespira elongata is een slakkensoort uit de familie van de Cochlespiridae. De wetenschappelijke naam van de soort is voor het eerst geldig gepubliceerd in 1999 door Simone.